# رافاييل مونتيل
رافاييل مونتيل (بالإسبانية: Rafael Montiel)‏ هو دراج كولومبي، ولد في 28 يونيو 1981 في El Bagre ‏ في كولومبيا.

## وصلات خارجية
- رافاييل مونتيل على موقع الاتحاد الدولي للدراجات (الإنجليزية)
- رافاييل مونتيل على موقع أرشيف الدراجات (الإنجليزية)
- رافاييل مونتيل على موقع إحصائيات الدراجات الإحترافية (الإنجليزية)
- رافاييل مونتيل على موقع نسبة الدراجات (الإنجليزية)